# 喜劇電影

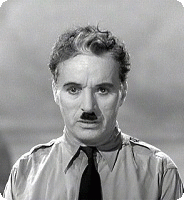
喜剧大师——卓别林

喜劇電影是一個電影類型，其中主要強調的是幽默。此外，這種風格的電影通常有一個幸福的結局（黑色喜劇除外）。其中一個最古老風格的電影，一些早期的無聲電影是喜劇。喜劇，不像其他電影類型，更加專注於個別的明星，如棟篤笑表演。《电影艺术词典》对喜剧片的定义是：“以产生笑的效果为特征的故事片。在总体上有完整的喜剧性构思，创造出喜剧性的人物和背景。主要艺术手段是將生活中的可笑现象，作夸张的处理，达到真实和夸张的统一。其目的是通过笑来颂扬美好、进步的事物或理想，讽刺或嘲笑落后现象，在笑声中娱乐和教育观众。矛盾的解决常是正面力量战胜邪恶力量，一般来说结局比较轻松愉快。”

## 混合風格
- 动作喜剧电影融合了戏剧中的滑稽元素和动作，在其中电影演员在刺激的情节和惊险特技加入了幽默搞笑。这种类型影片在八十年代的北美特别流行，当时的喜剧演员，比如，艾迪·墨菲开始参与了更多动作为主的角色，比如在电影《48小时》和《比佛利山超級警探》里面的角色。 这种类型的电影通常是关于友谊的影片，常常带有错乱的友伴，典型电影是《午夜狂奔》、《尖峰时刻》、《绝地战警》 和《終棘警探》。滑稽功夫电影在成龙的努力下成为香港动作影院中的主流。这种电影也可能着重于超能英雄，比如《超人特攻隊》、《全民超人》和《特攻聯盟》。
- 滑稽恐怖片是一种恐怖电影，在影片中传统的黑暗主题被人以幽默的方式诠释。这些电影要么是愚蠢的恐怖杜撰，典型影片是《鬼屋魅影》、《新科學怪人》、《異形奇花》、《鬼屋》 ，而且在恐怖电影中夸张做作的风格受到推崇。有些电影内容很具神秘气息，但是没有做作地地制造恐惧，诸如《活人甡吃》。另一种类型的滑稽恐怖片则是主要渲染极端的血腥和暴力，典型影片是《新空房禁地》（1992）、《鬼玩人》（1981）和 《恐怖俱乐部》。
- 奇幻喜剧，这类电影使用魔幻、超自然抑或神话元素来达到喜剧效果。大多玄幻喜剧包含恶搞或者讽刺的元素，把诸多玄幻规条抛置脑后，比如，一个英雄变成了胆小的傻瓜，公主沦为笨蛋。这类电影的典型包括《變腦》、《公主新娘》、《博物馆驚魂夜》、《今天暫時停止》、《命運好好玩》和《史瑞克》。
- 科幻喜剧电影，就像大多数混合喜剧类型一样，使用科幻电影的元素到了极致，并且夸张科幻老套的角色。这类电影广为人知的例子要属《回到未来》、《星戰歪傳》、《魔鬼剋星》、《進化特區》、《驚異大奇航》、《驚爆銀河系》、《星戰毀滅者》和《MIB星際戰警》。
- 军事喜剧电影，包括在军事场景设置下的喜剧情形。军事喜剧的例子有《逃亡大作戰》、《異想天開大逃亡》、《烏龍大頭兵》、《烏龍軍校》、《風流醫生俏護士》、《小迷糊當大兵》、《烏龍潛艦》、《開麥拉驚魂》、《男人戰役》。